# مورتون كم ألكوملو (تشيشير)
مرتون كوم الكوملو (بالإنجليزية: Moreton cum Alcumlow)‏ هي قرية و أبرشية مدنية تقع في المملكة المتحدة في تشيشير إيست.  يقدر عدد سكانها بـ 150 نسمة .